# Karim Soltani
Karim Soltani (ur. 29 sierpnia 1984 w Breście) – francusko-algierski piłkarz występujący na pozycji napastnika w PAS Janina.
Wcześniej, w latach 2004-2005 występował w Le Havre AC, w latach 2005-2008 w VVV Venlo, a w latach 2008-2010 w ADO Den Haag.